# Тереза Гил де Видауре

Герб рода Видауре.

Тереза Гиль де Видауре (исп. Teresa Gil de Vidaure; умерла в Валенсии 15 июля 1285 года) была дочерью наваррского дворянина Хуана де Видауре и сестрой Педро Гила де Видауре.

## Биография
Родом из Наварры. Рассказывают, что она была женщиной удивительной красоты, которой был поражён арагонский монарх Хайме I в раннем возрасте. Настойчивость и ухаживания короля были такими, что Тереза Гил из глубоких религиозных убеждений и твёрдого характера приказала ему дать перед свидетелем обещание женитьбы. Обещание было сделано, но король не выполнил его, вскоре женившись на Иоланде Венгерской в декабре 1235 года.
Некоторые документы показывают, что, несмотря на это обстоятельство, Тереза Гил продолжала поддерживать какие-то отношения с Хайме I, когда он был женат на королеве Иоланде, пока та не умерла в 1251 году.
Королева умерла, Хайме и Тереза, вдова Санчо Переса де Лодоса, развили отношения, хоть и не заключили подлинный брак, освящённый церковью. В 1255 году Хайме I через публичный документ предоставил ей замок в Херике. У них родились два сына: Хайме де Херика, первенец и Педро де Айербе.
Однако беспокойная любовная жизнь Хайме I привела к тому, что к началу 1260-х годов он покинул свою жену под предлогом, что та заразилась проказой. Тереза Гил утверждала перед Святейшим Престолом защиту своего брака, подтверждая обещание, данное в своё время королем. Но данный факт не мог быть доказан. Папа Климент IV разрешил дело, заявив, что, хотя это был не настоящий брак посредством таинства Церкви, он был узаконен и завершён плотским союзом.
Новая любовь к Беренгеле Альфонсо, дочери Альфонсо де Кастилья, вытеснила благородную Терезу из сердца короля. Тереза Гиль поселилась в цистерцианском монастыре Ла-Заидии в Валенсии, основанном ей самой; в этом месте она вела воспоминания о жизни до своей смерти в 1285 году.

## Погребение
Останки Терезы были похоронены в Королевском монастыре Ла-Зайдия, Валенсия. Смерть доньи Терезы произошла 15 июля 1285 года, о чём свидетельствовал следователь Дж. Б. Виньялс Себриа.
В 1655 году из-за чуда, якобы осуществлённого через заступничество Терезы, которая покоилась в Высоком алтаре монастырской церкви, её тело было эксгумировано и найдено нетленным. То же самое произошло в 1782 году, когда останки снова были обследованы, тело вновь оставалось нетленным.
23 марта 1810 года во время войны за независимость монастырь был разрушен, чтобы помешать французам закрепиться в нём. Верующие собрали её останки и, когда они вернулись в монастырь, разместили их в часовне нового монастыря, рядом с телом Хайме I де Херика, сына Терезы и арагонского монарха, а также его жены, Эльзы Альварес де Азагра.
Как только новый монастырь был построен, нетленное тело Терезы было помещено в урну, выровненную малиновым дамастом и украшенную золотыми полосками.
В 1962 году сообщество монахинь переехало в новый монастырь, расположенный в муниципалитете Бенагуасиль. В боковой часовне церкви нового храма, расположенной справа от пресвитерии и покрытой надгробным камнем чёрного мрамора, находятся останки Терезы. Надпись на чёрной мраморной плите, служащая эпитафией, напоминает, что здесь покоятся останки любовницы короля.